# Ophion nikkonis
Ophion nikkonis är en stekelart som beskrevs av Tohru Uchida 1928. Ophion nikkonis ingår i släktet Ophion och familjen brokparasitsteklar. Inga underarter finns listade i Catalogue of Life.